# Viva Bianca
Viva Bianca (pseudonimo di Viva Skubiszewski; Melbourne, 17 novembre 1983) è un'attrice australiana di origine polacca, conosciuta per la sua interpretazione di Ilitia nella serie televisiva americana Spartacus.

## Biografia
Figlia di immigrati polacchi trasferitisi in Australia nel 1974, Viva Bianca nasce e cresce a Melbourne. Suo padre, Cezary Skubiszewski, è un compositore di colonne sonore per film, mentre sua madre, originaria di Varsavia, è una maestra di scuola. Bianca ha frequentato la scuola d'arte drammatica australiana Western Australian Academy of Performing Arts.
In una intervista ha dichiarato che i suoi attori preferiti sono Cate Blanchett ed Heath Ledger e che proprio questi l'hanno influenzata così tanto da spingerla ad intraprendere la carriera di attrice.

## Carriera
Viva Bianca è apparsa in molte serie TV australiane come Eugenie Sandler P.I., Marshall Law, All Saints e The Strip. Inoltre è apparsa anche nei film Accidents Happen e Bad Bush. Dal 2010 al 2013 ha interpretato la conturbante Ilithyia, figlia del senatore Albinius e moglie di Glabro nella serie televisiva Spartacus, ruolo che l'ha vista protagonista di diverse scene erotiche e di nudo integrale, al fianco di Craig Parker, Lucy Lawless e John Hannah.

## Filmografia
- Eugénie Sandler P.I. – serie TV, episodio 1x11-1x12 (2000)
- Marshall Law – serie TV, episodio 1x11-1x12 (2002)
- Blue Heelers - Poliziotti con il cuore (Blue Heelers) – serie TV, episodio 10x5 (2003)
- All Saints – serie TV, episodio 9x38-1x12 (2006)
- The Strip – serie TV, episodio 1x12 (2008)
- Bad Bush, regia di Samuel Genocchio (2009)
- Accidents Happen, regia di Andrew Lancaster (2009)
- Spartacus – serie TV, 23 episodi (2010-2013) – Ilithyia
- Panic at Rock Island, regia di Tony Tilse – film TV(2011)
- X: Night of Vengeance (2011)
- Just Add Magic – serie TV, episodio 8 (2015)
- Un principe per Natale, regia di Fred Olen Ray – film TV(2015)
- Amore inaspettato (Blind), regia di Michael Mailer (2017)

## Doppiatrici italiane
Giò Giò Rapattoni in Spartacus